# 中名寄駅

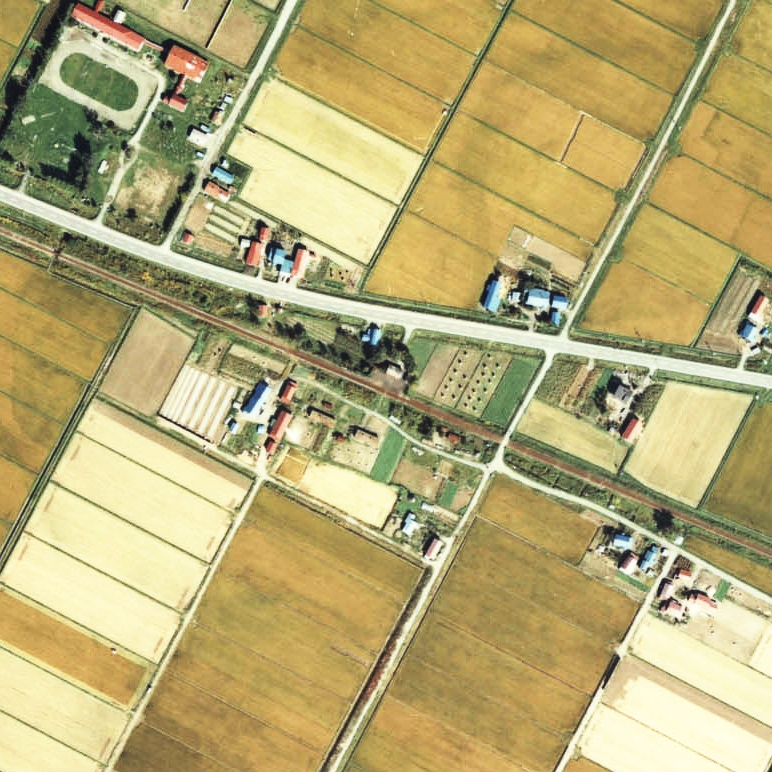
1977年の中名寄駅と周囲約500m範囲。右が紋別方面。石積み土盛のしっかりとした作りの単式ホームを持つ。無人化される直前で、駅舎はプレハブの待合室に変わる前の木造のもの。

中名寄駅（なかなよろえき）は、北海道（上川支庁）名寄市字朝日にかつて設置されていた、北海道旅客鉄道（JR北海道）名寄本線の駅（廃駅）である。電報略号はナヨ。事務管理コードは▲122101。

## 歴史
- 1947年（昭和22年）9月21日 - 運輸省名寄本線の中名寄仮乗降場（局設定）として開業[1]。旅客のみ取扱い[1]。
- 1949年（昭和24年）6月1日 - 日本国有鉄道に移管。
- 1950年（昭和25年）1月15日 - 駅に昇格、中名寄駅となる[1]。貨物、荷物取扱い開始[1][3]。
- 1960年（昭和35年）9月15日 - 貨物取扱い廃止[4]。
- 1963年（昭和38年）4月1日 - 業務委託化[5][4]。
- 1978年（昭和53年）12月1日 - 荷物取扱い廃止[1][6][4]。同時に無人化[7][4]。
- 1987年（昭和62年）4月1日 - 国鉄分割民営化により、JR北海道に継承[1]。
- 1989年（平成元年）5月1日 - 名寄本線の全線廃止に伴い、廃駅となる[1]。

### 駅名の由来
「上名寄」と「名寄」の中間に位置したため。

## 駅構造
廃止時点で、単式ホーム1面1線を有する地上駅であった。ホームは、線路の北側（遠軽方面に向かって左手側）に存在した。転轍機を持たない棒線駅となっていた。
無人駅となっており、有人駅時代の駅舎は改築され、興浜北線豊牛駅や斜内駅と同型のプレハブ駅舎となっていた。駅舎は構内の北側に位置し、ホームに接していた。。

## 利用状況
乗車人員の推移は以下のとおり。年間の値のみ判明している年については、当該年度の日数で除した値を括弧書きで1日平均欄に示す。乗降人員のみが判明している場合は、1/2した値を括弧書きで記した。
| 年度               | 乗車人員 | 乗車人員 | 出典   | 備考 |
| 年度               | 年間     | 1日平均  | 出典   | 備考 |
| ------------------ | -------- | -------- | ------ | ---- |
| 1978年（昭和53年） |          | 34       | [ 12 ] |      |

## 駅周辺
- 国道239号（下川国道）[13]
- 名寄市立中名寄小学校
- 名寄川[13]
- 名士バス「中名寄5線」停留所

## 駅跡
2000年（平成12年）時点では駅舎が残存しており、舎内には現役時代の看板やポスターが保存されていた。2010年（平成22年）時点でも駅舎は残っており、旧構内裏手にはブロック造りの鉄道官舎も残存していた。2011年（平成23年）時点では駅銘板も設置されたままで、名寄本線のほかに深名線の遺物の一部も集められていた。

## 隣の駅
北海道旅客鉄道
名寄本線
名寄駅 - 中名寄駅 - 上名寄駅